# Scott Arboretum
El Scott Arboretum es un arboretum de 143 hectáreas (357 acres) de extensión que se encuentra a lo largo del campus del Swarthmore College, en Swarthmore, Pensilvania. 
El código de identificación del The Scott Arboretum of Swarthmore College como miembro del "Botanic Gardens Conservation Internacional" (BGCI), así como las siglas de su herbario es SWC.

## Localización
The Scott Arboretum of Swarthmore College 500 College Ave, Swarthmore, Condado de Delaware Pensilvania PA 19081 United States of America-Estados Unidos de América.
Planos y vistas satelitales39°54′23″N 75°21′7″O / 39.90639, -75.35194.
- Altitud: 51.14 m s. n. m.

Se encuentra abierto al público en general sin cargo.

## Historia
El arboretum fue creado en 1929 en honor de Arthur Hoyt Scott (clase de 1895), "con el fin de permitir a la universidad de Swarthmore adquirir, cultivar y propagar las mejores clases de árboles vivos, de arbustos y de plantas herbáceas que sean robustas en el clima del este de Pennsylvania y que sean convenientes para plantar en un jardín de tipo medio." 	

## Colecciones
El arboretum contiene actualmente sobre 4.000 clases de plantas ornamentales, etiquetadas con nombres científicos y comunes, siendo principalmente de las familias Betulaceae, Caprifoliaceae, Ericaceae, Fagaceae, Hamamelidaceae, Leguminosae, Oleaceae, Pinaceae, Rosaceae,.... 
Los jardines principales incluyen:

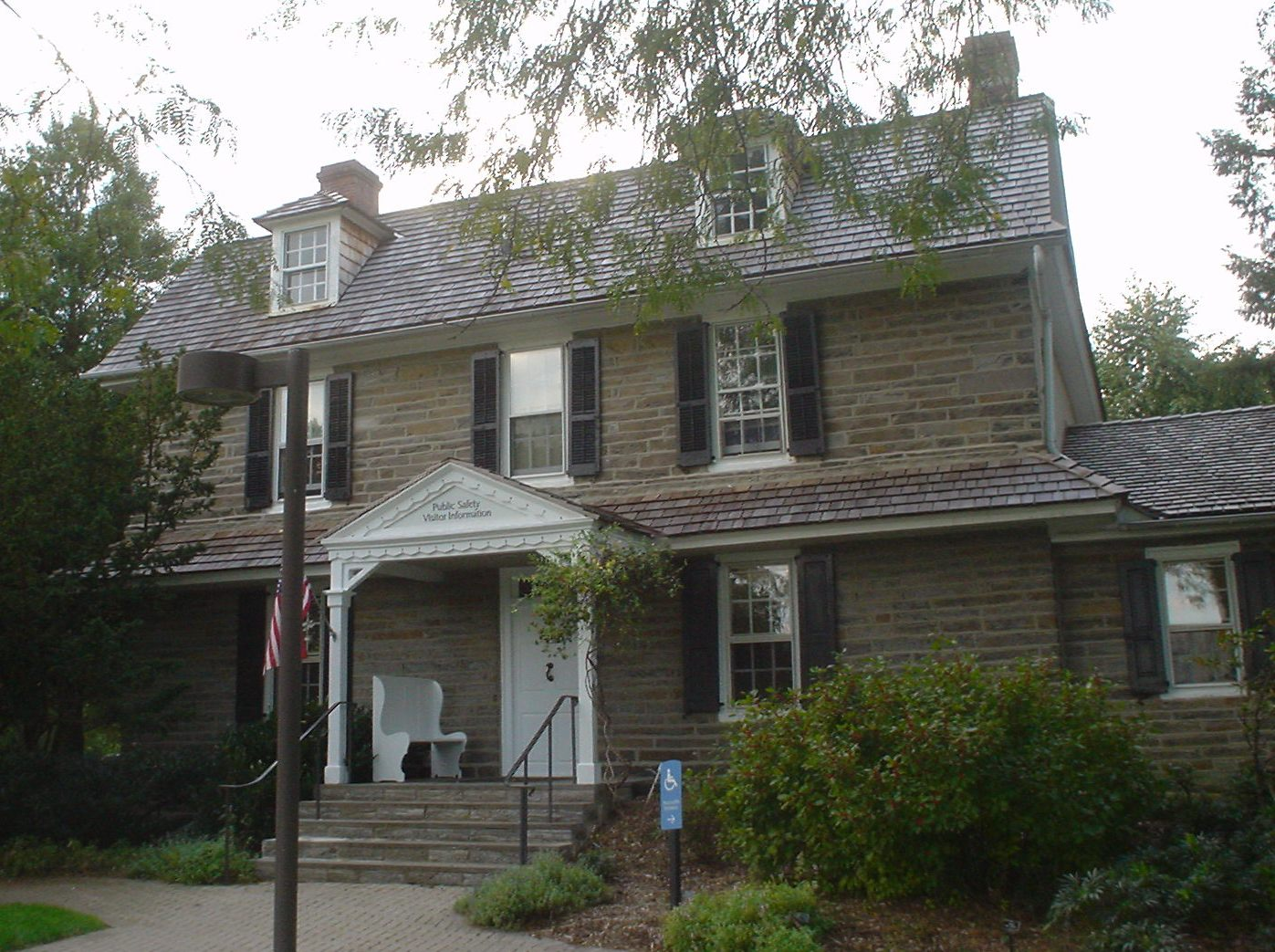
La casa donde nació Benjamin West está ubicada en el campus del "Swarthmore College", está enlistada en el National Register of Historic Places.

- Crum Woods - 200 acres de bosque con sendas de paseo, donde podemos admirar al Cedrus con 3 spp., y 4 taxones, Ilex con 24 spp., y 234 taxones, Magnolia con 20 spp., y 44 taxones, Malus con 19 spp., y 71 taxones
- Rosaleda "Dean Bond Rose Garden" - con unas 650 rosas de más de 200 tipos.
- Colección James R. Frorer de acebos ("James R. Frorer Holly Collection") - con unos 350 diferentes tipos de acebos.
- Colección de Paeonias con 13 spp., 125 taxones
- Pinetum - con Piceas, Abies, 22 spp. de Pinus, y otras coníferas.